# Nola basigrisea
Nola basigrisea är en fjärilsart som beskrevs av Barend J. Lempke 1960. Nola basigrisea ingår i släktet Nola och familjen trågspinnare. Inga underarter finns listade i Catalogue of Life.